# Kunigami (district)
Kunigami (Japans: 国頭郡,Kunigami-gun)  is een district van de Japanse prefectuur Okinawa.
Op 1 maart 2008 had het district een geschatte bevolking van 64.653 inwoners en een gemiddelde bevolkingsdichtheid van 112 inwoners per km². De totale oppervlakte bedraagt 576,92 km². Kunigami kan vrij vertaald worden als "hoofd van het land". Dit verwijst dan naar de noordelijke ligging van het district op het eiland. 

## Gemeenten
- Ginoza
- Higashi
- Ie
- Kin
- Kunigami
- Motobu
- Nakijin
- Onna
- Ōgimi

Subprefecturen:
Miyako · Yaeyama

Steden:
Ginowan · Ishigaki · Itoman · Miyakojima · Nago · Naha (hoofdstad) · Nanjo · Okinawa · Tomigusuku · Urasoe · Uruma

Districten:
Kunigami · Miyako · Nakagami · Shimajiri · Yaeyama
Gemeenten per district